# Capitaines des ténèbres
Capitaines des ténèbres est un téléfilm français, réalisé en 2005 par Serge Moati.

## Synopsis
En 1899, une colonne militaire française, dirigée par les capitaines Julien Chanoine et Paul Voulet, part à la conquête du lac Tchad afin d'unir l'Empire colonial français. Les deux capitaines sont violents et sans pitié envers les populations locales ainsi que leurs soldats coloniaux.

La mission Voulet-Chanoine s'enfonce de plus en plus loin dans un territoire nigérien encore inconnu tandis que le manque de vivres se fait sentir. Peu à Peu, Voulet tombe dans un délire mégalomaniaque.

## Fiche technique
- Titre : Capitaines des ténèbres
- Réalisation : Serge Moati
- Scénario : Yves Laurent
- Costumières : Edith Vesperini et Mame Faguèye BÂ
- Sociétés de production : Arte France, Image et Compagnie
- Durée : 95 minutes
- Date de diffusion : 28 avril 2006 sur Arte

## Distribution
- Manuel Blanc : le capitaine Paul Voulet
- Patrick Mille : le capitaine Julien Chanoine, adjoint et ami de Voulet
- Clément Sibony : Péteau, l'officier rebelle aux capitaines
- Richard Bohringer : le colonel Klobb
- Micky Sébastian : Mme Klobb, l'épouse du colonel
- François Berland : Henri
- Eric Laugérias : Bouthel
- Airy Routier : Joaland
- Gora Seck : Boubakar
- Khadijatou Gueye : Fatouna
- Andy Hards : l'officier anglais

## Autour du film
Il y est interprété la chanson : La Marseillaise de 1884.